# پترونلا فان راندویک
پترونلا فان راندویک (انگلیسی: Petronella van Randwijk; ۱۴ سپتامبر ۱۹۰۵ – ۲۱ سپتامبر ۱۹۷۸) ژیمناست هنری اهل هلند بود.